# Lago Floreasca
Il lago Floreasca (in romeno: lacul Floreasca) è un lago artificiale di Bucarest, nel Settore 1, con una superficie di 70 ha, una lunghezza di 3 km, una larghezza compresa tra 100 e 800 metri e una profondità da 1 a 5 m per un volume di 1.600.000 m3 e una portata di 2,5 m/s.
Lo sviluppo del lago Floreasca iniziò nel 1936, sul corso del fiume Colentina. A monte di esso si trova il lago Herăstrău, al quale è collegato da una chiusa, ea valle il lago Tei, dal quale è separato da una diga.
La superficie del lago è divisa in due, per i titolari dei diritti di pesca:
- Il Lago Floreasca 1, che inizia il suo percorso all'altezza del ponte Calea Floreasca e termina alla barriera di protezione per la pesca situata nell'area del campo sportivo Năstase.
- Il Lago Floreasca 2 che inizia il suo percorso all'altezza della barriera di protezione per la pesca situata nell'area del campo sportivo Năstase e termina al ponte Herăstrău, comprendente il "bacino" dell'area della chiusa con il lago Herăstrău.

Attualmente gli 8 bacini che esistevano sulle sponde del lago sono abbandonati, come per la maggior parte dei laghi della Colentina.